# Szwajcarska Biblioteka Narodowa
Szwajcarska Biblioteka Narodowa – biblioteka narodowa w Bernie w Szwajcarii.

## Historia
W 1894 roku Rada Kantonów i Rada Narodowa uchwaliły ustawę o bibliotece narodowej. Biblioteka rozpoczęła działalność 2 maja 1895 roku w czteropokojowym mieszkaniu w centrum Berna. Nosiła nazwę Biblioteka Publiczna. W 1899 roku przeniesiono ją do budynku Archiwum Narodowego, co pozwoliło na udostępnienie zbiorów czytelnikom. Dopiero w 1931 roku biblioteka przeniosła się do obecnej siedziby znajdującej się w dzielnicy Kirchfeld w Bernie. Podstawą działalności biblioteki jest ustawa federalna o Szwajcarskiej Bibliotece Narodowej z 18 grudnia 1992 roku (Bundesgesetz über die Schweizerische Nationalbibliothek).

## Oddziały
- Szwajcarskie Archiwum Literatury powstało 11 stycznia 1991 roku. Friedrich Dürrenmatt przekazał Bibliotece swoje archiwum pod warunkiem zorganizowania archiwum literatury szwajcarskiej[4].
- Kolekcja Graficzna (Graphische Sammlung) jako samodzielny oddział działa od 2006 roku. W 2007 roku włączono do niej Federalne Archiwum Ochrony Zabytków (Eidgenössisches Archiv für Denkmalpflege)[5].
- Szwajcarska Fonoteka Narodowa (Schweizerische Nationalphonothek). Powstała w 1984 roku w Lugano jako stowarzyszenie i była finansowana ze środków prywatnych. W 2016 roku fundacja została rozwiązana, finansowanie przejęło państwo, a Fonoteka została włączona do zbiorów Biblioteki Narodowej.  W 2016 roku jej zbiory liczyły 5 milionów nagrań dźwiękowych[4].
- Centrum Dürrenmatta mieszczące się domu pisarza przebudowanym i rozbudowanym w latach 1998–2000 według projektu Mario Botta. Zostało otwarte  23 września 2000 roku w Neuchâtel[6][7].

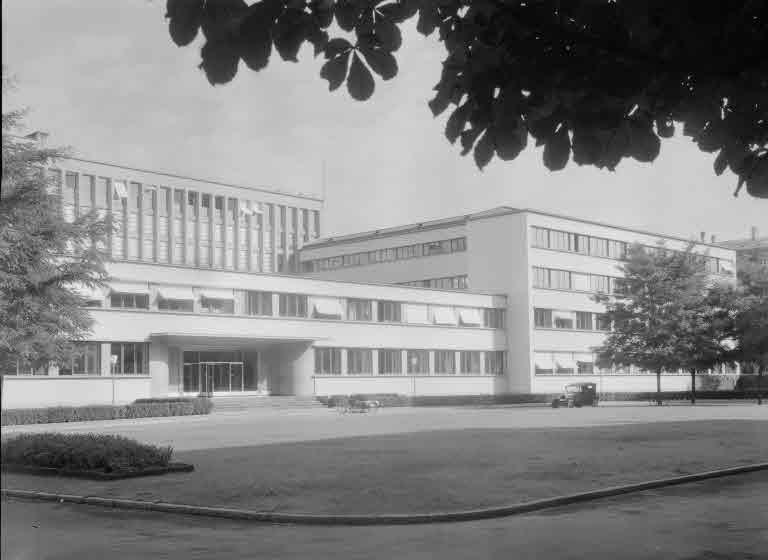
Zdjęcie biblioteki z 1936 roku

## Zbiory
W Szwajcarii nie ma przepisów pozwalających na otrzymywanie przez Bibliotekę Narodową egzemplarza obowiązkowego. W 1915 roku biblioteka zawarła dobrowolną umowę z wydawcami, którzy zobowiązali się do przekazywania kopii wydawanych druków do biblioteki. Nie wszyscy jednak zawarli taką umowę. Zdarza się, że 10% wydawnictw z terenu Szwajcarii nie dociera do biblioteki. Biblioteka od 1901 roku publikuje bibliografię bieżącą. W 1992 roku rozpoczęto digitalizację zbiorów. Biblioteka gromadzi szwajcarskie publikacje wydawane od 1848 roku. 

## Budynek
Budynek biblioteki został zbudowany w latach 1927–1931. Konkurs na projekt wygrali: Alfred Oeschger, Emil Hostettler i Josef Kaufmann. Po otwarciu był to jeden z najbardziej nowoczesnych budynków w Szwajcarii. Główny budynek ma dwa symetryczne skrzydła i ośmiopiętrowy magazyn z tyłu. W 1991 roku podjęto decyzję o modernizacji i rozbudowie siedziby. Modernizację starego budynku ukończono w 2001 roku. Dodatkowo zbudowano podziemny magazyn po wschodniej stronie budynków, a drugi w latach 2005–2009 po zachodniej stronie. Magazyny te powinny wystarczyć bibliotece do 2038 roku. 